# Luis Felipe Navarrete
Luis Felipe Navarrete Gambino, más conocido como Luis Felipe Navarrete, (Montevideo, 4 de agosto de 1999) es un jugador de balonmano uruguayo que juega de portero en el Colegio Alemán. Es internacional con la selección de balonmano de Uruguay.
Navarrete formó parte de la selección uruguaya en el Campeonato Mundial de Balonmano Masculino de 2021, en el que su selección participaba por primera vez.

## Clubes
| Club           | País    | Año         |
| -------------- | ------- | ----------- |
| Colegio Alemán | Uruguay | 2018 - Act. |

## Palmarés

### Selección nacional

#### Campeonato Centro y Sudamericano
- Medalla de bronce en el Campeonato Sudamericano y Centroamericano de Balonmano Masculino de 2020[3]

#### Juegos Suramericanos
- Medalla de bronce en los Juegos Suramericanos de 2022